# Pteris mucronulata
Pteris mucronulata, vrsta papratnjače iz roda papratac. Endemska je vrsta sa otoka Palawana, Filipini.

## Vanjske poveznice
|  | Zajednički poslužitelj ima još gradiva o temi Pteris mucronulata |
|  | Wikivrste imaju podatke o taksonu Pteris mucronulata             |